# Бакаловка
Бака́ловка (рос. Бакаловка, башк. Баҡалы) — присілок у складі Хайбуллінського району Башкортостану, Росія. Входить до складу Таналицької сільської ради.
Колишня назва — селище Бакаловської ферми.
Населення — 353 особи (2010; 369 в 2002).
Національний склад:
- башкири — 82%